# Municipio de Hampshire (Iowa)
El municipio de Hampshire (en inglés: Hampshire Township) es un municipio ubicado en el condado de Clinton en el estado estadounidense de Iowa. En el año 2010 tenía una población de 806 habitantes y una densidad poblacional de 7,83 personas por km².

## Geografía
El municipio de Hampshire se encuentra ubicado en las coordenadas 41°54′16″N 90°15′8″O / 41.90444, -90.25222. Según la Oficina del Censo de los Estados Unidos, el municipio tiene una superficie total de 102.89 km², de la cual 96,01 km² corresponden a tierra firme y (6,69 %) 6,88 km² es agua.

## Demografía
Según el censo de 2010, había 806 personas residiendo en el municipio de Hampshire. La densidad de población era de 7,83 hab./km². De los 806 habitantes, el municipio de Hampshire estaba compuesto por el 96,15 % blancos, el 0,5 % eran afroamericanos, el 0,12 % eran amerindios, el 0,62 % eran asiáticos, el 0,37 % eran de otras razas y el 2,23 % eran de una mezcla de razas. Del total de la población el 0,74 % eran hispanos o latinos de cualquier raza.